# Herb Nowego Miasta nad Pilicą
Herb Nowego Miasta nad Pilicą – jeden z symboli miasta Nowe Miasto nad Pilicą i gminy Nowe Miasto nad Pilicą (gmina) w postaci herbu. Wizerunek herbowy pochodzi z 1400, czyli roku, w którym miasto uzyskało prawa miejskie.

## Wygląd i symbolika
Herb przedstawia na czerwonej tarczy herbowej białą blankowaną basztę obronną. Baszta nakryta jest błękitnym stożkowym dachem. Baszta posiada bramę z otwartymi złotymi wrotami, a nad nią jedno błękitne okno łukowe. Po obu stronach baszty widnieją srebrne miecze ze złotymi rękojeściami: jeden (po heraldycznie prawej stronie) skierowany ostrzem w górę, drugi (po lewej) ostrzem w dół.